# Mugi Kadowaki
Mugi Kadowaki (門脇 麦 Kadowaki Mugi?,  Tokio, Japón, 10 de agosto de 1992) es una actriz japonesa, afiliada a Humanité.

## Biografía

### Primeros años
Kadowaki nació el 10 de agosto de 1992 en la ciudad de Tokio, Japón. Desde una edad muy temprana estuvo involucrada en el ballet y deseaba convertirse en bailarina profesional, pero abandonó dicha carrera en su segundo año de escuela secundaria al sentir que había llegado a su límite. Inspirada por actrices como Aoi Miyazaki y Yū Aoi, Kadowaki decidió entonces dedicarse a la actuación. Sobre su decisión ha comentado que «envíe un currículum a una agencia de talento tras graduarme de la secundaria», comenzando con sus actividades profesionales poco después.

### Carrera
En 2011, Kadowaki debutó en el drama televisivo Misaki Number One!! En el momento de su debut, estaba afiliada con Blooming Agency. En 2013, apareció en un comercial de "Chocola BB Fe Charge (Eisai)", así como también en la película School Girl Complex Hōsōbu Hen junto con Aoi Morikawa. En 2014, apareció en el filme Love's Whirlpool en el papel de una estudiante. Ese mismo año, Kadowaki obtuvo su primer papel principal en una serie de drama, Sailor-fuku to Uchūbito (Alien)〜Chikyū ni Nokotta Saigo no 11-ri〜, de Nippon TV.
Sacando uso de sus habilidades en el ballet, Kadowaki apareció en un comercial de la compañía Tokyo Gas interpretando a una bailarina.

## Filmografía

### Televisión
| Año  | Título         | Papel          | Cadena | Notas           | Referencias |
| ---- | -------------- | -------------- | ------ | --------------- | ----------- |
| 2013 | Yae no Sakura  | Yamamoto Hisae | NHK    | Episodios 44-49 |             |
| 2015 | Mare           | Minori Teraoka | NHK    |                 | [ 12 ]      |
| 2016 | Omukae Death   | Chisato Ogawa  | NTV    |                 |             |
| 2018 | Todome no Kiss | Kissing Woman  | NTV    |                 |             |

### Películas
| Año  | Título                         | Papel             | Notas     | Referencias |
| ---- | ------------------------------ | ----------------- | --------- | ----------- |
| 2013 | School Girl Complex Hōsōbu Hen | Chiyuki Mitsuzuka | Principal | [ 8 ]       |
| 2014 | Love's Whirlpool               | Estudiante        |           | [ 13 ]      |
| 2015 | Again                          | Nami Sha          |           | [ 14 ]      |
| 2016 | Nijū Seikatsu                  | Tama              | Principal |             |
| 2016 | 14 no Yoru                     |                   |           |             |
| 2017 | Hanagatami                     |                   |           |             |
| 2017 | Namiya Zakkaten no Kiseki      | Seri              |           |             |
| 2017 | Karera ga Honki de Amu Toki wa | Yūka              |           |             |
| 2017 | Her Sketchbook                 | Mami Konuma       | Principal | [ 15 ]      |
| 2017 | Le coeur régulier              | Hiromi            |           |             |
| 2018 | Koko wa Taikutsu Mukae ni Kite |                   |           |             |

## Premios
| Año  | Premio            | Categoría             | Película      | Resultado |
| ---- | ----------------- | --------------------- | ------------- | --------- |
| 2018 | Premios Élan d'Or | Artista nuevo del año | Mérito propio | Ganadora  |